# Distrito de Nookat
El distrito de Nookat (en kirguís: Ноокат району) es uno de los rayones (distrito) de la provincia de Osh en Kirguistán. Tiene como capital la ciudad de Nookat.

## Subdivisiones
Comprende la capital Nookat y las siguientes 16 comunidades rurales o aiyl okmotus:
1. Nayman aiyl okmotu (única localidad: Nayman)
2. Bel' aiyl okmotu (capital Bel; otros pueblos Borbash)
3. Gulstan aiyl okmotu (capital Imeni Frunze; otros pueblos Gulstan)
4. Isanov aiyl okmotu (capital Jangy-Bazar; otros pueblos: Jar-Korgon, Fedorovo, Chech-Döbö, Kojoke y Kichik-Alay)
5. Karatash aiyl okmotu (capital Kara-Tash; otros pueblos Noygut)
6. Kulatov aiyl okmotu (capital Kojo-Aryk; otros pueblos Akchal, Baglan, Kosh-Döbö y Kyzyl-Bulak)
7. Jangy-Nookat aiyl okmotu (capital Jangy-Nookat; otros pueblos Kyzyl-Teyit y Temir-Koruk)
8. Kenesh aiyl okmotu (capital Kuu Maydan; otros pueblos Ak-Terek, Arbyn, Chegeden y Shankol)
9. Kyrgyz-Ata aiyl okmotu (capital Kötörmö; otros pueblos Borko, Kara-Oy, Kara-Tash, Kyrgyz-Ata, Tash-Bulak y Ak-Bulak)
10. Imeni Toktomata Zulpueva aiyl okmotu (capital Uchbay; otros pueblos Aybek, Ak-Chabuu, Internatsional, Karake, Kommunizm, Osor, Tashtak, Chuchuk y Yatan)
11. Kök-Bel aiyl okmotu (capital Kök-Bel; otros pueblos Kayyndy)
12. Kyzyl Oktyabr aiyl okmotu (capital Kök-Jar; otros pueblos Alashan, Borbash, Jiyde, Karanay y Sarykandy)
13. On Eki Bel aiyl okmotu (capital On Eki-Bel; otros pueblos Naray)
14. Teeles aiyl okmotu (capital Murkut; otros pueblos Ay-Tamga, Gerey-Shoron, Jayylma, Dodon, Kengesh, Merkit y Tolman)
15. Mirmakhmud aiyl okmotu (capital Imeni Chapayeva; otros pueblos Aral, Baryn, Budaylyk, Kapchygay y Kara-Koktu)
16. Yntymak aiyl okmotu (capital Yntymak; otros pueblos Besh-Burkan, Aryk Boyu, Don Maala, Akshar, Tash-Bulak, Chelekchi y Nichke-Suu)